# Gangarides flavescens
Gangarides flavescens är en fjärilsart som beskrevs av Alexander Schintlmeister 1997. Gangarides flavescens ingår i släktet Gangarides och familjen tandspinnare. Inga underarter finns listade i Catalogue of Life.